# Рахімсуфі
Рахімсуфі (узб. Rahimso’fi, Раҳимсўфи) — міське селище в Узбекистані, в Касанському районі Кашкадар'їнської області.
Статус міського селища з 2009 року.